# ماريانو مارتينيز (لاعب كرة قدم)
ماريانو مارتينيز (بالإسبانية: Mariano Matías Martínez)‏ (29 يناير 1979 ببوينس آيرس في الأرجنتين - ) هو لاعب كرة قدم أرجنتيني في مركز الهجوم. لعب مع أتلتيكو أتلانتا وClub Comunicaciones ‏.

## وصلات خارجية
- ماريانو مارتينيز على موقع قاعدة بيانات كرة القدم.إي يو (الإنجليزية)
- ماريانو مارتينيز على موقع Soccerway.com (الإنجليزية)